# Fomitsch (rechter Popigai-Nebenfluss)
Der Fomitsch (russisch Фомич) ist ein 101 km langer rechter Nebenfluss des Unterlaufs des Popigai im Nordosten der russischen Region Krasnojarsk in Nordsibirien. Zur Unterscheidung von dem gleichnamigen größeren linken Popigai-Nebenfluss wird der Fluss auch als „Unterer Fomitsch“ bezeichnet.

## Verlauf
Der Fomitsch hat seinen Ursprung in dem 16,9 km großen Dschieljach-See etwa 20 km südlich des Chatangagolfs. Er durchfließt eine von zahlreichen kleineren Seen durchsetzte Tundralandschaft des Nordsibirischen Tieflands in westlicher Richtung. Der Fomitsch bildet dabei zahlreiche Flussschlingen. Er mündet schließlich in den Popigai, etwa 76 km oberhalb dessen Mündung in die Chatanga. Der Fomitsch entwässert ein etwa 1280 km² großes Areal.